# Кулешов Микола Валерійович
Кулешов Микола Валерійович (нар. 1973, Харків) — полковник Служби безпеки України. Начальник Департаменту контррозвідувального захисту інтересів держави в сфері інформаційної безпеки з 9 серпня по 5 грудня 2019 року.

## Життєпис
Народився 1973 року в Харкові.
У 1995 році закінчив Київський військовий інститут управління і зв'язку за фахом «автоматизовані системи управління» (інженер-математик). Згодом закінчив Львівський національний університет імени Івана Франка (міжнародні економічні відносини), Національний юридичний університет імені Ярослава Мудрого (право).
В СБУ служив з серпня 1995 року по березень 2020 року. З 1995 року по 2004 рік проходив службу у підрозділах контррозвідки СБУ, з 2004 року у підрозділі контррозвідувального захисту інтересів держави у сфері інформаційної безпеки СБУ (контррозвідувальне забезпечення кібернетичної та інформаційної безпеки держави)
Учасник бойових дій, брав безпосередню участь в антитерористичній операції на Сході України у 2014 році.
З 2014 року Микола Кулешов займав посаду першого заступника начальника Департаменту контррозвідувального захисту інтересів держави у сфері інформаційної безпеки (ДКІБ). Організовував роботу в системі СБУ за напрямом «кібербезпека». Відповідав за реализацію заходів в рамках Трастового Фонду Україна-НАТО з питань кібербезпеки, виконував функції національного координатора програми. Ініціював створення Ситуаційного центру забезпечення кібербезпеки СБУ у 2016 році та до грудня 2019 року організовував його функціонування. Приймав активну участь у розвитку державно-приватного партнерства у сфері кібербезпеки та міжнародних проектах з протидії кіберзагрозам.. 
9 серпня 2019 року призначений на посаду начальника Департаменту контррозвідувального захисту інтересів держави в сфері інформаційної безпеки, а 5 грудня цього ж року був звільнений з неї.

## Військові звання
- полковник (станом на 2014)[17]